# Жокино
Жокино — село в Захаровском районе Рязанской области.

## География
Расположено примерно в 50 км от областного центра — г. Рязань и в 8 км от районного центра — с. Захарово. С южной стороны вдоль села протекает река Жрака.
Река Жрака, протекающая рядом с селом, по преданиям называлась раньше Студёной. Во время очередного набега Крымского хана Ахмата-Гирея при переправе в бою погибло очень много кочевников, река «сожрала» его воинов, отсюда она и получила своё название.

## История
В этих местах в древности селились славяне-земледельцы. Так как здесь характер местности равнинный и легкопроходимый, то пути набегов кочевников на Русь часто пролегали неподалёку от села. До сих пор сохранились валы древней крепости, где проходили сражения с татаро-монголами.
В 1929 году в селе был создан колхоз «Красное знамя».

## Население
| 1859 | 1897  | 1905  | 2010 | 2023 |
| ---- | ----- | ----- | ---- | ---- |
| 1178 | ↗1485 | ↗2074 | ↘236 | ↘155 |

## Достопримечательности
Жокинское городище расположено в 3,8 км южнее села Жокино. Этот памятник древнерусской архитектуры впервые был обследован и описан М. А. Монгайтом в 1953 году.

## Русская православная церковь

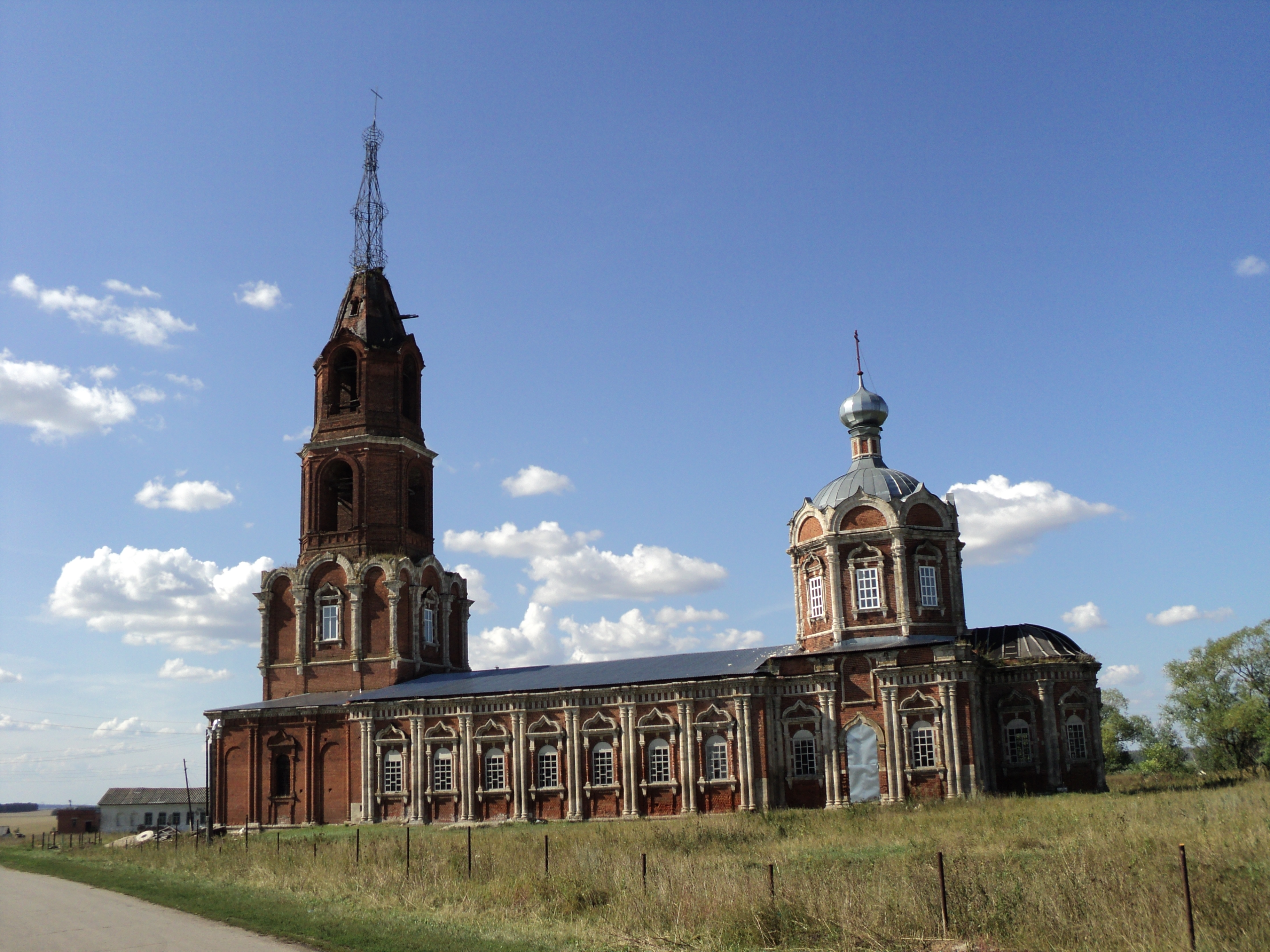
Церковь Иоанна Богослова

В 1783 году в селе Жокино (тогда ещё Михайловского уезда) была построена первая деревянная церковь.
Когда деревянное здание начало ветшать, в 1862 году на пожертвования князя С.П.Оболенского (1846-1877) начали строительство каменного здания храма, которое было закончено в 1870 году. При храме была также построена богадельня. Во второй половине - конце столетия село принадлежало коллежскому советнику К.П. Краснопольскому (г/р 1821).
После революции в 1922 году в помощь голодающим Поволжья у храма были изъяты церковные ценности, а в 1940 году по Решению Рязанского областного исполкома храм был окончательно закрыт. На протяжении длительного времени в этом здании располагался склад.
Вновь открылся храм только в 2001 году. В настоящее время ведутся строительные работы по восстановлению этого храма.